# مطار ستراسبورغ
مطار ستراسبورغ الدولي (إياتا: SXB، إيكاو: LFST) هو مطار يخدم ستراسبوغ في فرنسا.